# جيمي أندرسون (كاتب)
جيمي أندرسون (بالإنجليزية: Jamie Anderson)‏ هو كاتب سيناريو بريطاني، ولد في 1 مارس 1985 في ريدنغ في المملكة المتحدة.

## وصلات خارجية
- جيمي أندرسون على موقع IMDb (الإنجليزية)
- جيمي أندرسون على موقع قاعدة بيانات الفيلم (الإنجليزية)